# Roxbury (Île-du-Prince-Édouard)
Roxbury est une communauté dans le comté de Prince sur l'Île-du-Prince-Édouard, au Canada, à l'est d'O'Leary.

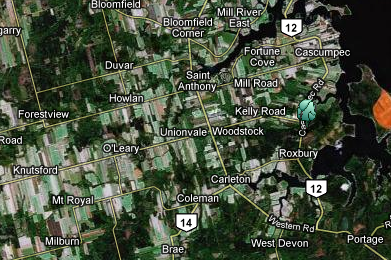
Roxbury, Prince Edward Island

## Histoire du nom
Le nom de Roxbury fut adopté le 30 novembre 1966.